# Hubert Auriol
Hubert Auriol   (Addis Abeba, 7 de juny de 1952 - Garches, 10 de gener de 2021), conegut com a l'africà, va ser un pilot de ral·lis francès. Va ser el primer a aconseguir guanyar el Ral·li Dakar en les categories de motocicleta (1981 i 1983) i automòbil (1992). El 2012 va ser nomenat FIM Legend.

## Biografia

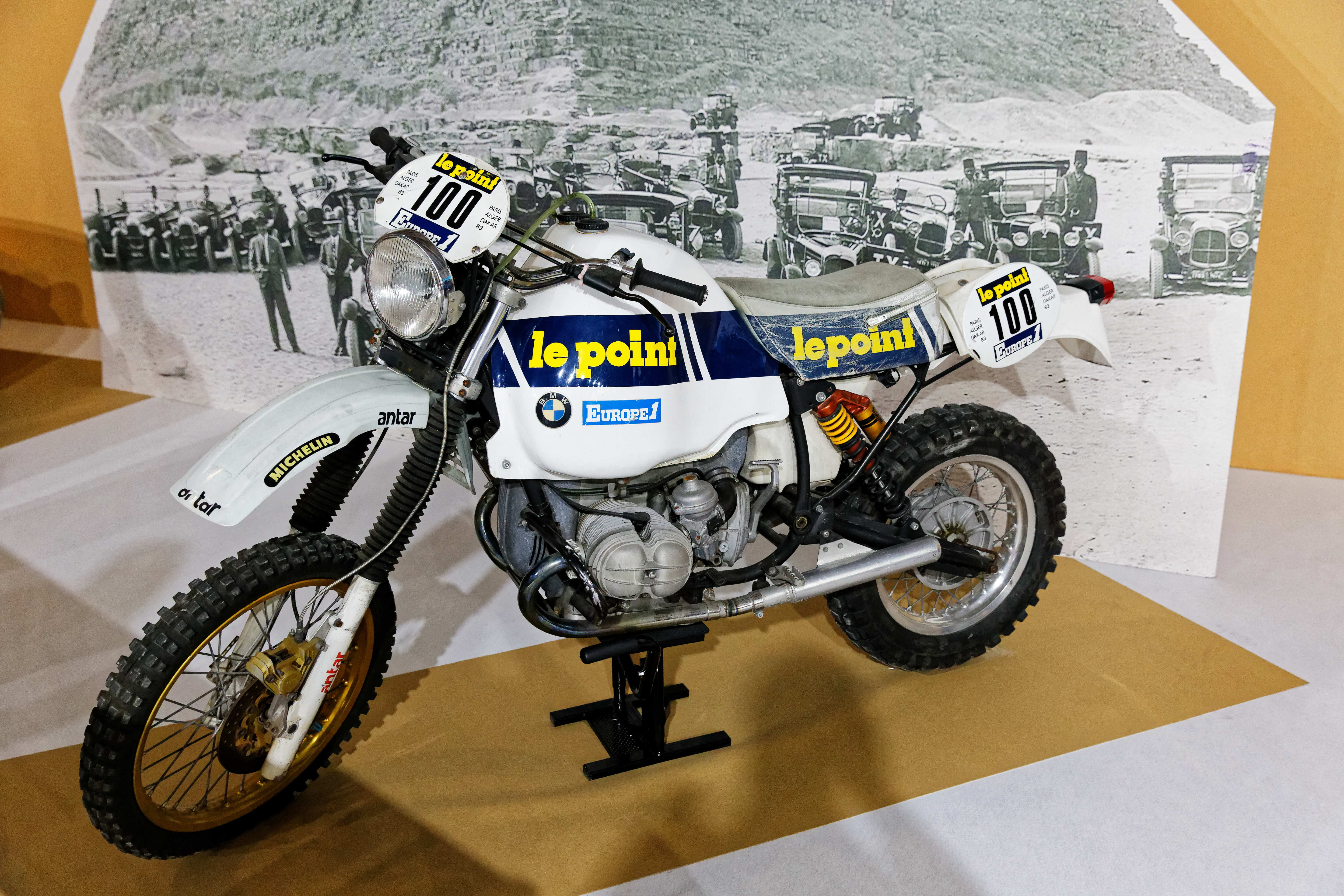
La BMW GS800 amb què va guanyar el Dakar el 1981

Hubert Auriol va néixer a Addis Abeba, Etiòpia, on el seu pare participava en el desenvolupament de la xarxa ferroviària del negus Haile Selassie (d'aquí li venia el seu sobrenom, "l'africain"). Tornat a França, va estudiar en una escola de negocis i després va treballar com a agent comercial en el ram del tèxtil. Aficionat al motociclisme fora d'asfalt, des del 1973 competia els caps de setmana en trial i enduro. Durant aquella etapa va conèixer un altre pilot, Cyril Neveu. Mentre Auriol preparava un viatge d'aventura per l'Àfrica sobre dues rodes, Neveu el convencé de participar en una nova prova que era a punt d'estrenar-se, el París-Dakar. Auriol li va fer cas i va ser un dels 179 participants que van sortir de la plaça del Trocadéro el 26 de desembre de 1978. Des d'aleshores i fins al 1994, va participar al ral·li París-Dakar, disputant-ne les nou primeres proves en moto i les set restants en cotxe.
En motos, Auriol va guanyar la prova el 1981 i el 1983 amb una BMW R80G/S de l'equip BMW França i va quedar segon el 1984. A l'edició de 1987 es va trencar els dos turmells el penúltim dia de la cursa, mentre anava al capdavant. En va escriure un llibre conjuntament amb Cyril Neveu i el periodista francès Jean-Michel Caradec'h, Paris Dakar. Une histoire d'hommes. L'any següent, 1988, Auriol va passar a la classe d'automòbils, primer competint amb un buggy i més tard amb cotxes tot terreny. Va guanyar la cursa el 1992 al volant d'un Mitsubishi Pajero Proto T3 amb suport de fàbrica i amb Philippe Monnet de copilot.
El 1994, Auriol va entrar a l'entitat organitzadora del Ral·li Dakar ASO i, a partir de l'edició del 1995, va esdevenir director de cursa de la prova que havia guanyat tres vegades. Va dirigir l'esdeveniment fins a l'edició del 2004, quan va ser substituït per Patrick Zaniroli. El 2008 va fundar l'entitat Africa Eco Race.

## Mort
Hubert Auriol va ser hospitalitzat en estat greu després d'haver estat infectat per COVID-19 a París el novembre de 2020, durant la pandèmia de COVID-19 a França. El 10 de gener de 2021 es va morir arran d'un "accident cardiovascular" mentre estava sotmès a tractament per la malaltia. Feia temps que Auriol, de 68 anys d'edat aleshores, patia una malaltia cardiovascular.
Hubert Auriol vivia a Suresnes amb la seva dona i els seus tres fills. Tot i compartir cognom, no estava relacionat amb l'antic campió del món de ral·lis Didier Auriol.

## Resultats al Ral·li Dakar
| Any  | Categoria | Marca i model             | Dorsal | Posició       | Notes               |
| ---- | --------- | ------------------------- | ------ | ------------- | ------------------- |
| 1979 | Moto      | Yamaha XT 500             | 66     | 7è            | 12è a la general    |
| 1980 | Moto      | BMW 800 GS                | 87     | Desqualificat |                     |
| 1981 | Moto      | BMW 800 GS                | 100    | 1r            |                     |
| 1982 | Moto      | BMW 980 GS                | 100    | Ret.          | Avaria              |
| 1983 | Moto      | BMW 980 GS                | 100    | 1r            |                     |
| 1984 | Moto      | BMW 1050 R                | 100    | 2n            |                     |
| 1985 | Moto      | Ligier-Cagiva 750         | 100    | 8è            |                     |
| 1986 | Moto      | Cagiva Lucky Explorer 750 | 100    | Ret.          | Avaria              |
| 1987 | Moto      | Cagiva Lucky Explorer 850 | 100    | Ret.          | Caiguda             |
|      |           |                           |        |               |                     |
| 1988 | Cotxe     | buggy Kouros-Volskwagen   | 200    | Ret.          | Avaria              |
| 1989 | Cotxe     | buggy France Loto-Renault | 200    | 41è           |                     |
| 1990 | Cotxe     | buggy France Loto-Renault | 200    | Ret.          |                     |
| 1991 | Cotxe     | Lada Samara               | 210    | 5è            | Amb Philippe Monnet |
| 1992 | Cotxe     | Mitsubishi Pajero         | 211    | 1r            | Amb Philippe Monnet |
| 1993 | Cotxe     | Citroën ZX Rallye-raid    | 212    | 3r            | Amb Gilles Picard   |
| 1994 | Cotxe     | Citroën ZX Grand-Raid     | 207    | 2n            | Amb Gilles Picard   |